# Policordia murrayi
Policordia murrayi is een tweekleppigensoort uit de familie van de Lyonsiellidae. De wetenschappelijke naam van de soort is voor het eerst geldig gepubliceerd in 1967 door Knudsen.